# Jämtarna speedway
Jämtarna speedway eller Jämtarna speedway JMK är en speedwayklubb i Östersund. Under 2008 tävlar klubben i Division 2.
Jämtarna speedway kör sina hemmamatcher på Östersunds motorstadion som ligger i Lungre, 8 km öster om Östersund. Klubben började åter tävla 2006 efter att legat nere sedan 1970-talet, då man blev av med sin gamla bana på Fyrvalla.